# Чемпіонат світу з легкої атлетики 2019 — спортивна ходьба на 50 кілометрів (жінки)

Трансляція дисципліни

Змагання зі спортивної ходьби на 50 кілометрів серед жінок на Чемпіонаті світу з легкої атлетики 2019 проходили 28 вересня на шосейній кільцевій трасі (довжина кільця — 2 км), прокладеній вулицями Дохи, зі стартом та фінішем навпроти Будівлі Національного дня Катару (англ. National Day Building).

## Напередодні змагань
На початок змагань основні рекордні результати були такими:
| WR  | Лю Хун (CHN)             | 3:59.15 | Хуаншань  | 9 березня 2019 |
| CR  | Інеш Енрікеш (PRT)       | 4:05.56 | Лондон    | 13 серпня 2017 |
| WL* | Клавдія Афанасьєва (RUS) | 3:57.08 | Чебоксари | 15 червня 2019 |

* 15 червня росіянка Клавдія Афанасьєва виграла Чемпіонат Росії з часом 3:57.08, перевищивши світовий рекорд Лю Хун, але це досягнення не мало шансів на офіційну реєстрацію: з 2015 року Всеросійська федерація легкої атлетики дискваліфікована в зв'язку з допінговим скандалом, через що на російських національних змаганнях з ходьби відсутні іноземні судді, необхідні для визнання рекорду. Позаяк, результат російської спортсменки враховується в офіційній статистиці ІААФ.
Китаянка Лю Хун, яка в березні 2019 встановила у себе на батьківщині новий світовий рекорд у ходьбі на 50 кілометрів, вирішила виступати в Досі на 20-кілометровій дистанції. Внаслідок цього до фаворитів змагань відносили двох інших китаянок Лі Маоцо (вона фінішувала в рекордному заході другою за Лю Хун з другим часом в історії — 4:03.51), а також Лян Жуй (володарку попереднього рекорду світу — 4:04.36) та італійку Елеонору Джорджі, яка у травні 2019 на Кубку Європи довела континентальний рекорд до 4:04.50. Не скидували з рахунку і чинну чемпіонку світу та чемпіонку Європи-2018 Інеш Енрікеш.

## Результати
Очікування, що покладались на двої китянок та італійку, виправдались - трійка посіла свої місця на подіумі, а Лян Жуй додала до перемоги на Командному чемпіонаті світу золоту нагороду Дохи. Чемпіонка світу-2017 Інеш Енрікеш зійшла з дистанції після 35 км.
| Місце | Атлетка                      | Час     | Примітки |
| ----- | ---------------------------- | ------- | -------- |
| 1     | Лян Жуй (CHN)                | 4:23.26 |          |
| 2     | Лі Маоцо (CHN)               | 4:26.40 |          |
| 3     | Елеонора Джорджі (ITA)       | 4:29.13 |          |
| 4     | Олена Собчук (UKR)           | 4:33.38 |          |
| 5     | Ма Фаїн (CHN)                | 4:34.56 |          |
| 6     | Христина Юдкіна (UKR)        | 4:36.00 |          |
| 7     | Магалі Бонілья (ECU)         | 4:37.03 |          |
| 8     | Юлія Такач (ESP)             | 4:38.20 |          |
| 9     | Паола Перес (ECU)            | 4:38.54 |          |
| 10    | Марія Хуарес (ESP)           | 4:39.28 |          |
| 11    | Футісе Масумі (JPN)          | 4:41.02 |          |
| 12    | Анастасія Яцевич (BLR)       | 4:44.01 |          |
| 13    | Надія Дорожук (BLR)          | 4:47.26 |          |
| 14    | Ангелікі Макрі (GRE)         | 4:54.09 |          |
| 15    | Мара Рібейру (POR)           | 4:58.44 |          |
| 16    | Еліанаї Перейра (BRA)        | 5:11.26 |          |
| 17    | Кеті Бернетт (USA)           | 5:23.05 |          |
| 18 !  | Маріавітторія Беккетті (ITA) | —       | DNF      |
| 19 !  | Ніколь Коломбі (ITA)         | —       | DNF      |
| 20 !  | Марія Цзакова (SVK)          | —       | DNF      |
| 21 !  | Інеш Енрікеш (POR)           | —       | DNF      |
| 22 !  | Валентина Мирончук (UKR)     | —       | DNF      |
| 23 !  | Івана Реніч (CRO)            | —       | DNF      |
| 24 !  | Тіія Куйкка (FIN)            | —       | DNS      |